# Florette (monnaie)
Pour les articles homonymes, voir Florette.
La florette est une monnaie ancienne dite "Gros d’argent" en billon (environ deux grammes de cuivre pour un gramme d’argent), frappée pendant la guerre de Cent Ans, en France sous les règnes de Charles VI,
,
,
,
,
,
,
,
,
,
,
,, et de Charles VII, en Bretagne sous le règne de Jean V, et en  Angleterre sous le règne de Henri V.
La florette valait dix deniers et pesait environ 3 grammes.

## Origine du nom
Son nom vient des trois fleurs de lys représentées sous une couronne (emblèmes royaux) à l’avers.
Ce nom serait à l'origine de l'expression « compter florette » dans un sens moins romantique et plus « comptable » que dans le sens actuel.

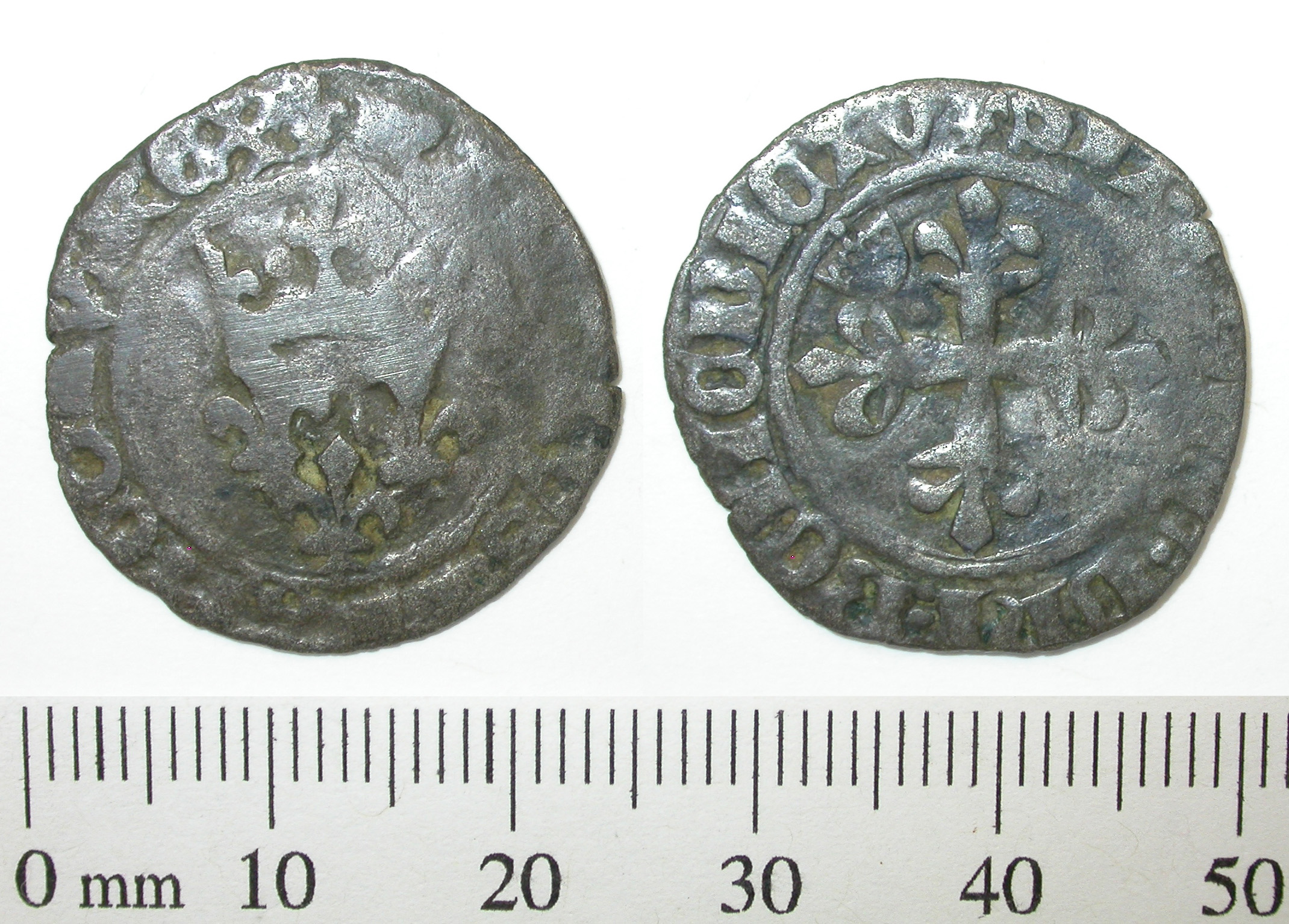
Florette médiévale française en argent billon de Charles VI (1380-1422), datée de 1419. Collection Duplessy no. 387D (frappé en divers endroits: Tournai, Saint-Quentin, Chalons, Troyes, Macon, Arras, Nevers). Diamètre : 24.70mm. Poids : 2.16g.
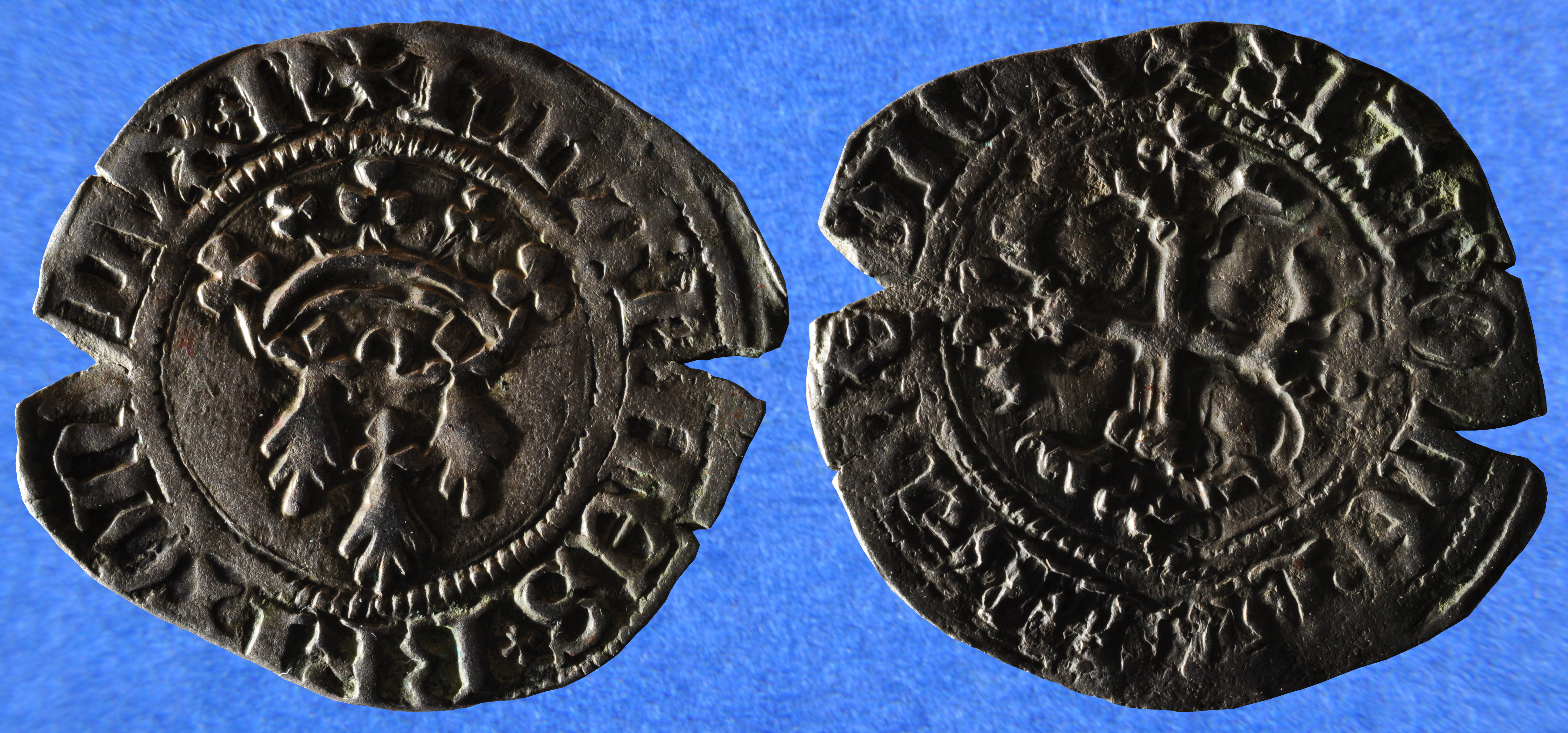
Florette du duc Jean V (1399-1442) en billon, produite dans un atelier de Nantes.  Flan irrégulier entre 23,04 mm et 26,67 mm. Poids : 1,9 g.  Axe des coins : 6h. Il s’agit d’une imitation d’un type royal. Une crise monétaire très forte touche le royaume de France et le duché de Bretagne de 1417 à 1422. La situation commence à se redresser en 1421 en Bretagne. Elle imite une florette du roi Charles VI, peut-être émise de fin 1420 à début 1421. Le revers est tréflé et le flan a éclaté.
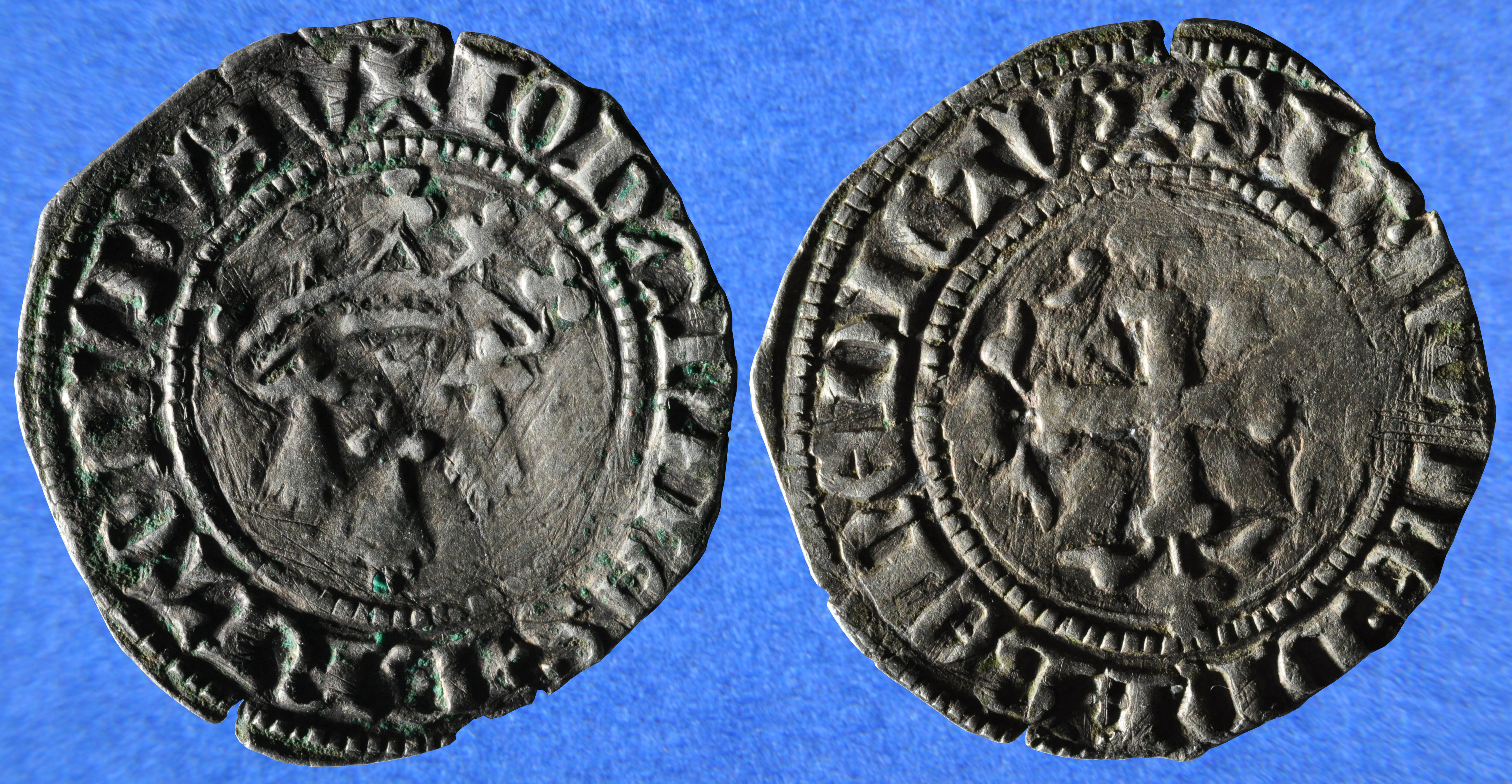
Florette du duc Jean V de Bretagne (1399-1442) en billon, atelier de Vannes, sans doute émise entre 1419 et 1421.  Flan irrégulier 25,73 mm - 27,67 mm. Poids : 2,1 g.  Axe des coins : 5h.
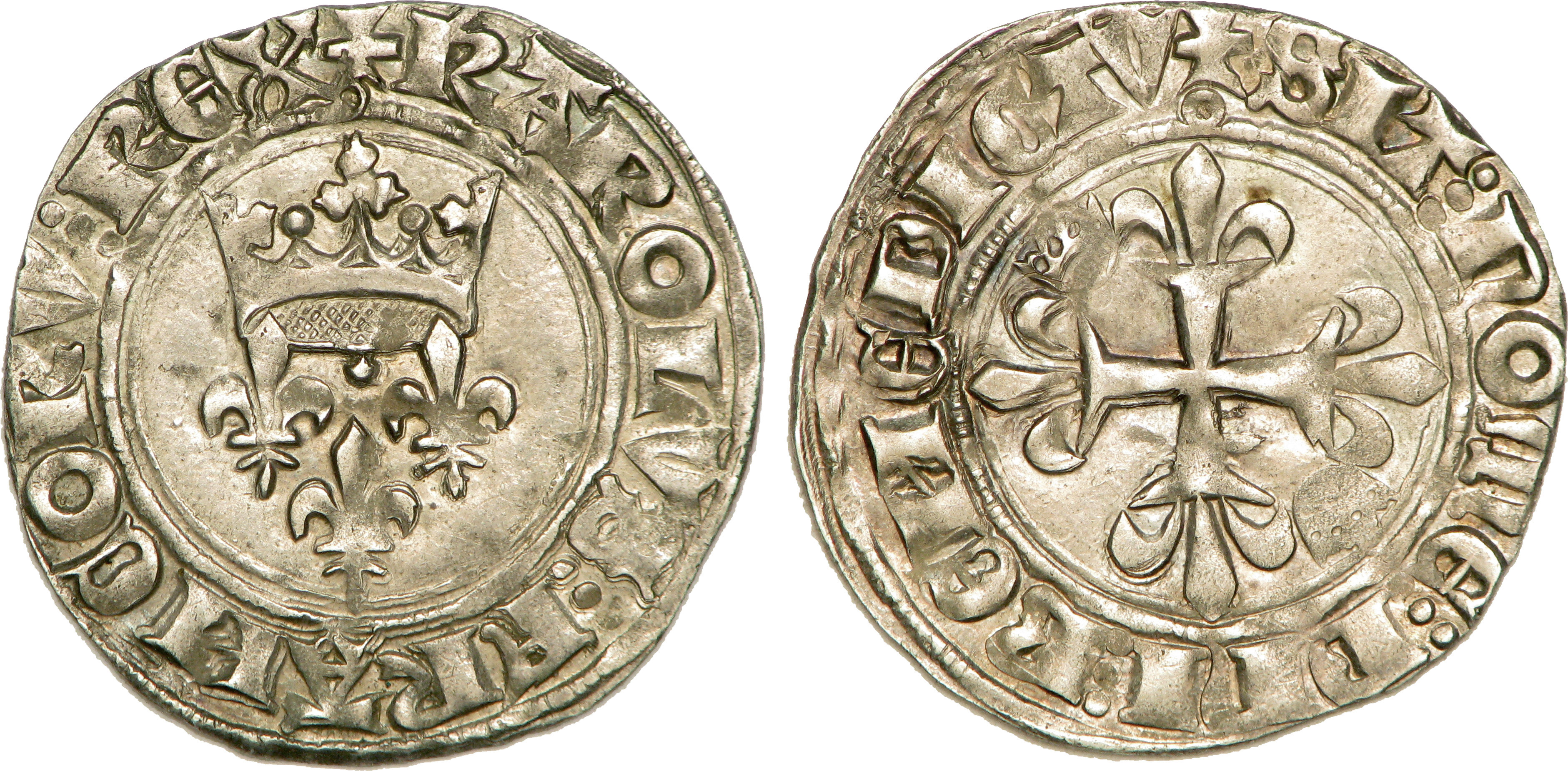
Gros dit florette sous Charles VI le Fou, datée du 21 Octobre 1417. Diamètre : 27mm. Axe des coins : 3h. Poids : 3,13g.
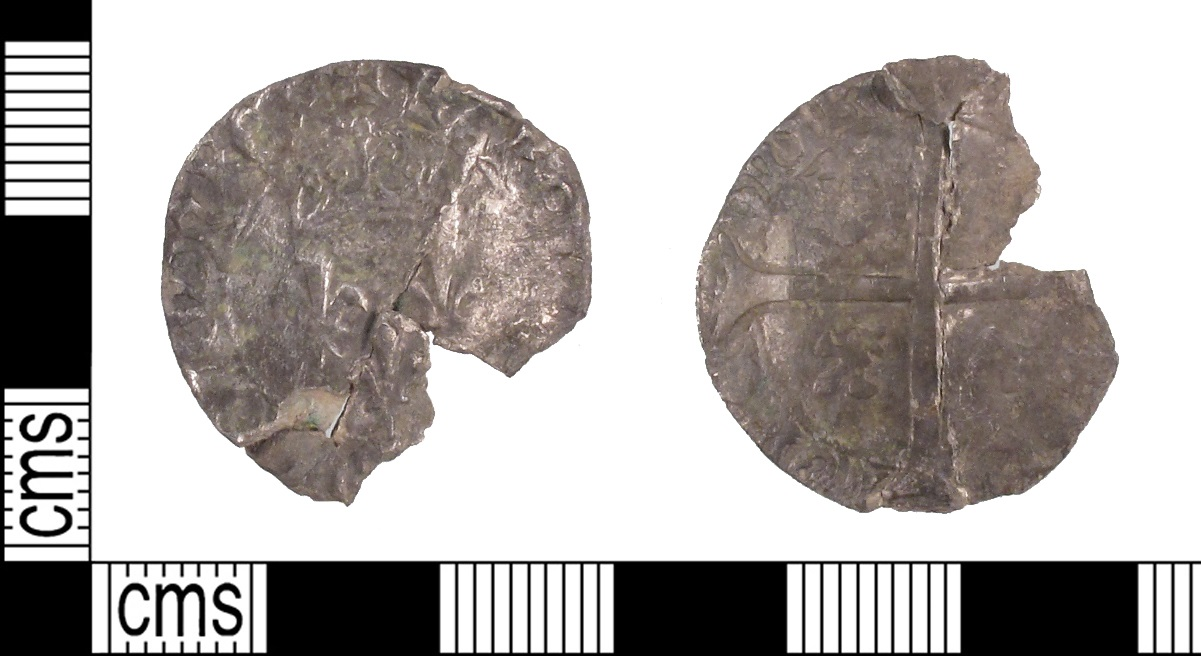
Blanc de Florette de Charles VII datant d'entre 1422 et 1461.